# Isla Choiseul
La Isla de Choiseul es la mayor de la provincia de Choiseul, en las Islas Salomón. Tiene una superficie de 2971 km².
La isla fue descubierta por la expedición española de Álvaro de Mendaña, Pedro de Ortega y Pedro Sarmiento de Gamboa en 1568 y fue bautizada con el nombre de San Marcos. Doscientos años más tarde Louis Antoine de Bougainville la rebautizó con el nombre actual de Choiseul en honor de Étienne François Choiseul.
La isla formó parte de las Islas Salomón Alemanas hasta 1899, año en que pasaron a estar bajo poder británico.
En la Segunda Guerra Mundial fue ocupada por las tropas japonesas. La isla fue invadida por las tropas estadounidenses en lo que se conoce como Incursión a Choiseul.
- Datos: Q867864
- Multimedia: Choiseul, Solomon Islands / Q867864